# 贝马利·阿尔塔格拉西亚·波朗科·穆尼奥斯
贝马利·阿尔塔格拉西亚·波朗科·穆尼奥斯（西班牙語：Bermary Altagracia Polanco Muñoz，1999年10月7日—），多明尼加女子羽毛球運動員。

## 簡歷
2016年8月，贝马利·阿尔塔格拉西亚·波朗科·穆尼奥斯出戰加勒比地區羽毛球聯合會國際賽，與内罗比·阿比盖尔·希门尼斯合作贏得女子雙打冠軍。同年10月，二人又在聖多明哥羽毛球公開賽合作女子雙打冠軍。

## 主要比賽成績
只列出曾進入準決賽的國際賽事成績：
| 年份   | 賽事                         | 公開賽級別 | 項目     | 拍檔                        | 成績   |
| ------ | ---------------------------- | ---------- | -------- | --------------------------- | ------ |
| 2014年 | 聖多明哥羽毛球公開賽         | 國際系列賽 | 女子雙打 | 内罗比·阿比盖尔·希门尼斯    | 準決賽 |
| 2015年 | 哥倫比亞羽毛球國際賽         | 國際系列賽 | 女子雙打 | 内罗比·阿比盖尔·希门尼斯    | 準決賽 |
| 2016年 | 泛美洲青年羽毛球錦標賽       | 其他       | 女子雙打 | 內羅比·阿比蓋爾·希門尼斯    | 季軍   |
| 2016年 | 加勒比地區羽毛球聯合會國際賽 | 未來系列賽 | 女子單打 | －                          | 準決賽 |
| 2016年 | 加勒比地區羽毛球聯合會國際賽 | 未來系列賽 | 女子雙打 | 内罗比·阿比盖尔·希门尼斯    | 冠軍   |
| 2016年 | 聖多明哥羽毛球公開賽         | 國際系列賽 | 女子雙打 | 内罗比·阿比盖尔·希门尼斯    | 冠軍   |
| 2017年 | 泛美洲青年羽毛球錦標賽       | 其他       | 女子雙打 | 内罗比·阿比盖尔·希门尼斯    | 季軍   |
| 2017年 | 危地馬拉羽毛球國際系列賽     | 國際系列賽 | 女子雙打 | 诺埃米·阿尔蒙特             | 亞軍   |
| 2017年 | 聖多明哥羽毛球公開賽         | 國際系列賽 | 女子單打 | －                          | 準決賽 |
| 2017年 | 聖多明哥羽毛球公開賽         | 國際系列賽 | 女子雙打 | 诺埃米·阿尔蒙特             | 亞軍   |
| 2018年 | 秘魯羽毛球國際賽             | 國際系列賽 | 女子雙打 | 内罗比·阿比盖尔·希门尼斯    | 準決賽 |
| 2018年 | 危地馬拉羽毛球國際系列賽     | 國際系列賽 | 女子雙打 | 內羅比·阿比蓋爾·希門尼斯    | 準決賽 |
| 2018年 | 聖多明哥羽毛球公開賽         | 國際系列賽 | 女子雙打 | 內羅比·阿比蓋爾·希門尼斯    | 準決賽 |
| 2018年 | 蘇利南羽毛球國際賽           | 國際系列賽 | 混合雙打 | Cesar Adonis Brito Gonzalez | 冠軍   |
| 2018年 | 多明尼加羽毛球公開賽         | 未來系列賽 | 女子單打 | －                          | 準決賽 |
| 2018年 | 多明尼加羽毛球公開賽         | 未來系列賽 | 女子雙打 | 內羅比·阿比蓋爾·希門尼斯    | 冠軍   |
| 2018年 | 多明尼加羽毛球公開賽         | 未來系列賽 | 混合雙打 | 威廉·卡布雷拉               | 亞軍   |
| 2019年 | 秘魯羽毛球未來系列賽         | 未來系列賽 | 女子雙打 | 内罗比·阿比盖尔·希门尼斯    | 準決賽 |
| 2019年 | 墨西哥羽毛球未來系列賽       | 未來系列賽 | 女子雙打 | 内罗比·阿比盖尔·希门尼斯    | 準決賽 |
| 2019年 | 聖多明哥羽毛球公開賽         | 國際系列賽 | 女子雙打 | 内罗比·阿比盖尔·希门尼斯    | 準決賽 |
| 2021年 | 聖多明哥羽毛球公開賽         | 國際系列賽 | 女子雙打 | Clarisa Pie                 | 準決賽 |
| 2021年 | 聖多明哥羽毛球公開賽         | 國際系列賽 | 混合雙打 | Angel Argenis Marinez Ulloa | 準決賽 |

| 2007-2017年 | 首要超級賽 | 超級賽 | 黃金大獎賽 | 大獎賽 | 國際挑戰賽 | 國際系列賽 | 未來系列賽 | 其他 |

| 2018-2026年 | 總決賽 | 超級1000賽 | 超級750賽 | 超級500賽 | 超級300賽 | 超級100賽 | 國際挑戰賽 | 國際系列賽 | 未來系列賽 | 其他 |